# چارخاچی
چارخاچی (به ترکی آذربایجانی: Çarxaçı) یک منطقه مسکونی در جمهوری آذربایجان است که در شهرستان قوبا واقع شده است. چارخاچی ۲۳۳ نفر جمعیت دارد.

## ریشه واژه
نام چارخاچی اصالت تاتی دارد و چرخ اشاره به آسیاب  و چی یا جو همان درخت است و اشاره دارد به چوبی که برای ساخت آسیاب استفاده می‌شود.